# 萬艦齊發
《萬艦齊發》是一款1999年发行的PC即时战略游戏。由Relic Entertainment開發，Sierra Entertainment負責發行。其著名之處為全3D的移動以及引人入勝的故事劇情。

## 前言
從歷史最早存在的三千年前以來，庫沈（Kushan）人（注：庫沈人是泰坦人对卡拉克人的侮辱性称呼，与卡拉克人同义）一直居住在一顆位處銀河邊緣、環境嚴酷、僅有兩極地區能讓人生存的沙漠星球上。在這顆名為「卡拉克」（Kharak）的星球上，他們群落而居，以各自獨立的、以血缘关系为基础的氏族（Kiith或Kiithid）為社會主體，每個氏族都有著各自獨立的宗教與文化特色。為了爭奪極其有限的生存資源以及稀有的極圈帶土地，卡拉克大部分的歷史，都是在無數個氏族與氏族之間的戰爭中度過。
卡拉克嚴酷而難以住人的自然氣候讓庫沈人開始質疑為什麼他們會在這星球上演化出來，但隨著科技進展，真相卻越來越撲朔迷離。生物方面的研究首先發現，除了僅有的唯一一種草食性動物外，他們的基因組和現存的一切卡拉克生物幾乎全然不同。而當庫沈人有能力開始拓展太空時，他們更是發現，卡拉克的繞地軌道上竟散佈了大量的金屬碎片，而這些碎片所代表的鑄造工藝遠超過卡拉克上技術最進步的氏族上千年以上。因為碎片的發現，庫沈人的金屬加工技藝在短時間內推升到了一個新的高度，但同時也讓更多人疑惑，這些軌道上的碎片代表了什麼。無論如何，為了取得更多碎片進行研究，庫沈人開始大量發射衛星與火箭，而一切的轉機卻發生在一枚故障的衛星上。
這枚本意要搜索金屬碎片密集帶的衛星，因為姿勢控制引擎故障，錯誤地將雷達對準了卡拉克終年無人的赤道沙漠區；強大的探測儀器穿透了八十公尺黃沙，深入地下，意外探測到一座巨大的金屬結構。探險隊前往該地，發現了一艘巨大的外星船艦，庫沈人將它稱為「卡托巴」（Khar-Toba，最初的城市）。
在「卡托巴」之中，庫沈人找到了無數珍貴的東西，其中包括無比先進的融合動力爐，但真正讓庫沈人科技再向前躍進三百年的，是近乎不可思議的，與船艦動力爐緊密相連的「固態超空間傳導核心」。
隨著科技裝備被運往極圈，對卡托巴的探索也漸漸冷卻了下來。在這種情況下，一個由小基斯所組織的，幾乎無人聞問的探險隊到達了，而其中一名考古學家，更在卡托巴裡找到了比先前的一切發現合計起來都要更加重要的東西。
那是一塊只比拳頭略大，全由人工雕琢的殘破黑色石塊，石塊上刻畫著粗略的銀河地圖。位於銀河邊陲的標記明顯代表卡拉克，而這個標記還拉出一條直抵銀河核心帶的連線，末端是一個模糊的三度空間座標，座標邊刻著一個無比古老，卻是所有氏族共通的字眼：
| “ | 西亞加拉（Hiigara）——家 （Hiigara...Our home） | ” |
|   |                                                |   |

第一次，卡拉克上幾乎全部的基斯都團結在一起，為了回到它們真正的家園、為了找出他們離鄉背井的理由而奮鬥。但是沒有一個卡拉克人有辦法預測這趟長達三萬五千光年的旅程上會遇到什麼，所以最後，他們決定建造一艘萬能的船艦，一艘碰上任何狀況都能解決的船艦，那是一艘長3.4公里的巨艦。為了建造這艘星艦，光是花在建造軌道船廠的時間就花了二十年，而隨後的建設更花了超過五十年的時間；整個建設週期橫跨了四代人，巨大的船廠每晚都在沒有月亮的卡拉克夜空中發亮，只有他們之中最年長的曾經見過空無一物的天空。
這個「回家」的計畫，耗盡了卡拉克上本就為數不多的天然資源。六十萬名船員將以冷凍睡眠的方式度踏上旅程；粒子物理學上的進步讓造船廠能夠將小行星分解成原子等級的材料，用以建造船艦。艦橋人員將由卡拉克最好的技術員、導航員、外交人員、以及科學家日以繼夜的輪值。由於無法研發出足以協調如此複雜工作的電腦，一名年輕的女神經機械學家凱蘭·沙捷（Karan S'jet）將她自己的身體整合進母艦的系統，作為母艦的活體電腦核心，成为艦隊指揮。
玩家由遊戲開場影片（由手工繪製的黑白圖片交織而成的動畫）以及包含許多更深入細節的遊戲手冊中得到這些資訊。遊戲從母艦啟航開始進行。

## 故事內容
在母艦離開後，卡拉克遭到泰坦帝國的攻擊，這個跨越許多星系、占领1/4个银河系的帝國現在不但控制著希格拉，更全力阻撓庫沈人取回他們的家園。殘存在卡拉克地表數以百萬計的居民被大氣燃燒武器毀滅。母艦無法挽回這場浩劫，但誓言將對泰丹艦隊復仇。
很快的，庫沈遺民遭遇到了班圖西（Bentushi）人，他們是一群善良的商人，願意提供科技與資訊。他們也遭遇到了侵擾貿易路徑千年的凶狠海盜土朗尼劫掠者（Turanic Raider），以及將所居的大星雲視為聖地的卡德什守衛（Kadesh）。在這同時，庫沈人不斷的研究新科技，太空載具也跟著不斷進步，最後成為一支龐大的艦隊，面對泰坦帝國日益增加的威脅。
在庫沈艦隊拯救了一艘遭到泰坦軍攻擊的班圖西貿易船後，班圖西人說明了他們的歷史：庫沈人曾經以希格拉為基點統治一個強大的帝國，但被泰坦所擊敗。（續作萬艦齊發二-的歷史資料則指出班圖西人曾因為害怕希格拉人的野心過分膨脹而協助泰丹。）希格拉人被流放到卡拉克（一部分人留在途中的大星雲中，最後成為了卡德什），永遠禁止離開。班圖西人說泰坦皇帝將會不計代價的阻止留放者回到故鄉。庫沈人還意外的得到了泰坦叛軍艦長艾爾森（Elson）的幫忙，接受情報以及軍事上的援助。
在希格拉軌道上空的最後戰役，庫沈艦隊摧毀了泰坦皇帝的座艦，並奪回了他們的家園。

## 遊戲玩法
《萬艦齊發》以其單人戰役聞名，不過這款遊戲也包含了多人連線模式。不論是單人還是多人遊戲，都因為增加的第三個維度而變得更為複雜。《萬艦齊發》的介面雖然在剛開始使用時會令人覺得困難，卻能夠讓玩家在這種新的戰鬥模式中完全掌控自己的船艦。
在單人戰役中，玩家可以選擇要成為庫沈還是泰丹，而另外一個種族將作為敵軍。這兩者基本上只有外觀不同（雖然每個種族都各自有兩種特有的單位），故事本身並不會因為種族的選擇而有所差異。
連線遊戲的流程和其他的即時戰略遊戲類似，像是沙丘魔堡二或是終極動員令系列。玩家要偵查地圖，採集資源，並建造單位。由於遊戲在太空中進行，很明顯的不會出現大多數即時戰略遊戲中所謂的「建築物」；然而，母艦、航空母艦、與研究船基本上有著相同的功能，讓玩家可以建造並升級作戰單位。不過單人模式的遊戲方式則非常創新，帶領玩家邁向尋找家園的旅程。
遊戲中的艦艇包含了靈活的攻擊艦艇到笨重的主力艦。每個單位都有其獨特的功能，在力量、火力、速度、以及成本之間各自有不同的定位。
在單人遊戲中，《萬艦齊發》使用獨特的艦隊繼承概念（或稱為persistent fleet），每一艘在之前任務中存活下來的船艦都將會留存到下一關。因此，在第一關建造的船隻可能在遊戲結束時仍然存在於玩家的艦隊中。這個特色，在加上每個關卡之中只存在有限的資源，讓玩家必須決定艦隊的組成。但是部分玩家認為這一點讓遊戲變得非常困難，當玩家在前面的關卡軍力低落時，可能會在遊戲後期的某些困難關卡遭到蹂躪。像是與大批的守衛艦隊作戰，或是玩家必須摧毀直直撞向母艦的巨大隕石，而母艦卻完全無法移動。這些任務需要大量的火力，但有時候玩家的火力就是不夠。

## 原聲帶
除了由搖滾團體《Yes》演唱的《Homeworld》以外，遊戲中大部分的音樂都是氛围音乐（ambient），符合深太空中孤獨卻又壯麗的感覺。值得注意的是原聲帶中包含了塞缪尔·巴伯的《羔羊讚》（Agnus Dei），《弦樂慢板》的聲樂版本。

## 評論與表揚
萬艦齊發在遊戲社群中得到很高的評價，贏得了無數的獎項，包括IGN在1999年的年度最佳遊戲（game of the year）獎項。這款遊戲令人讚賞之處包括電影畫面般的遊戲引擎，廣大的戰鬥，搭配的音樂，動人的故事情節，以及革命性的3D介面。
萬艦齊發是遊戲達到美學完美（aesthetic completion）的一個例子。不追求一開始動人，但終究會漸漸褪卻的“真實”畫面，萬艦齊發使用乾淨的線條與貼圖，雖然不真實卻更為動人。以當時的技術要達到這樣的美術成就是很不容易的。

## 遊戲模組
萬艦齊發的愛好者大量的對其進行Mod。儘管有許多寫死在程式碼中的限制，幾乎這款遊戲的每個層面，包括模型、貼圖，到遊戲介面、音樂、與特效，都被更動過。許多受歡迎的Mod是基於出名的科幻故事，《超时空要塞》、《巴比伦五号（Babylon 5）》、《星艦迷航記》與《星際大戰》的Mod都在《萬艦齊發》的社群中廣為流傳。而也有一些Mod，是基於玩家的原創想法而製作的。由於萬艦齊發檔案系統模組化的特性，就算不具技術能力的玩家也可以藉由簡單修改船隻的屬性來改變遊戲的特性，這造就了《萬艦齊發》龐大的Modding社群。《萬艦齊發2》釋出後，許多小組成員轉移到新的遊戲平台，或是離開了萬艦齊發系列遊戲。

## 續作
2000年9月，Barking Dog Studios釋出了一款獨立的資料片：萬艦齊發：地動天驚。故事發生在回歸後15年，故事集中在松濤氏族(Samtaaw)之上，以及他們是如何對抗強大的寄生生物“異獸(Beast)”。
續作《萬艦齊發2》則在2003年下半年发行。內容是：第三顆超空間核被發現了，泰坦人在新領袖(马坎)的領導下，到處侵略。現在，他的已經盯上希格拉了，希格拉人必須再次挺身而戰，然後故事逐漸揭開先祖的秘密。遊戲畫面比前作更為出色，延續了許多前作的優點，改良了遊戲的操作介面，也增加了戰術的複雜度，算是一套成功的續作。但由於Relic Entertainment已經由Sierra的競爭對手THQ所收購，因此不太可能有新的續作出現。
2003年下半年Relic釋出了《萬艦齊發》的原始碼，使得非官方的平台轉換成為可能。比如说Linux與Mac OS版本。
2013年初THQ宣佈破產。2013年4月，曾開發過《異形：殖民軍》，擁有《永遠的毀滅公爵》、《手足兄弟連》及《無主之地》品牌的美國得克薩斯州遊戲開發商Gearbox软件以135萬美元奪得THQ剩餘資產中最值錢的那部分——《家園》品牌及《家園1》、《家園2》舊作。Gearbox計劃在當今各大數字發行平台重新發行《家園1》及《家園2》數字版，讓這部傑作重回人們的視野並為潛在的全新續作暖場。
Gearbox表示「我們的首席創意指導Brian Martel對Relic這部傑作抱以極大的熱情，直接促成Gearbox勢在必得的決心。請訪問我們的論壇與Brian一道暢想《家園》的未來，若閣下有能力有熱情為《家園》新篇做貢獻，請加入我們的隊伍。」

## 影響與後繼者
《萬艦齊發》無疑受到了許多之前的即時戰略遊戲、書本、與電影的影響。史詩般的故事情節讓人想起《星海爭霸（Starcraft）》與《黑暗帝國（Dark Reign）》。萬艦齊發中的戰鬥，有數百艘小型的船艦圍攻數十艘大型船艦，是由喬治盧卡斯所拍攝的《星際大戰》引發的靈感。遊戲中的旁白和美版科幻動畫太空堡垒為同一人，這也加強了其太空歌劇（space opera）的氣氛。而一艘巨大的母艦帶領著流亡者們返回其母星的概念則和《星際大爭霸（Battlestar Galatica）》有共通之處。
遊戲中許多太空船的設計靈感是來自於Terran Trade Authority一書，由Hamlyn Publishing Group在1970年代出版，畫家是Peter Elson與Chris Foss。兩人都在遊戲的銘謝清單中出現，遊戲中的一個角色是以Peter Elson命名。
《萬艦齊發》為即時戰略帶來革命，並且為之後的3D即時戰略鋪好道路，像是鐵艦霸權（Hegemonia: Legions of Iron）與黑洞攔截（Fargate）
遊戲中也有很強烈的中東／伊斯蘭／猶太氣息。包括遊戲中的音樂，以及庫沈文化。有些證據顯示庫沈人的宗教相當類似伊斯蘭教。而庫沈人母星的名稱，Hiigara，和Hegira一字十分類似。此外庫沈人的旅程和現實中猶太人的出埃及記也很類似，也同樣經過卡疊什（Kadesh），而整個背景故事類似巴比倫人的流亡記。最後，Kushan一詞也是指貴霜王朝，大月氏的一個分支，當時歐亞四大強國之一。
萬艦齊發中也使用了許多的象徵符號，像是每個氏族各自的標誌，或是庫沈的標誌－庫沈母星與其衛星，由天使的翅膀所圍繞著－這些標誌大多是在遊戲的歷史背景故事中提到，但是在多人遊戲中則用來分辨不同的玩家。

## 註解
1. ^ 關於母艦長度有許多說法：利用遊戲介面所測量出長度為7公里。本文提到3.4公里是出自英文版Wikipedia的萬艦齊發項目，日後亦有說法為2.2公里是比照三代遊戲母艦結論，三代母艦有官方數據為2.4公里。另在說明書中提到建造母艦用的船塢（Scaffold）長度為25.6公里，而船塢在遊戲中長度比母艦略短，但後來開發者表示遊戲開發時沒有來得及跟作家同步資訊，這個數字並不能做準。
2. ^ 指622年先知穆罕默德自麥加遷移到麥地那以避迫害之事，穆斯林紀元就自此開始。
3. ^ Kadesh常譯成加低斯或卡疊什。位在敘利亞，Orontes河畔的古代城市。聖經中應許之地迦南的門檻。以色列人由摩西領至此地時由於不信神，神讓以色列人在曠野飄流了三十八年後，他們的子孫才得以進入迦南。

## 外部連結
- 官方网站 (archived)
- Official website for Homeworld Remastered Collection （页面存档备份，存于）